# HMS Erin
O HMS Erin foi um couraçado operado pela Marinha Real Britânica. Sua construção começou em dezembro de 1911 nos estaleiros britânicos da Vickers originalmente com o nome de Reşadiye para a Marinha Otomana, sendo lançado ao mar em setembro de 1913. Entretanto, a Primeira Guerra Mundial começou em julho de 1914, quando estava quase completo, com ele sendo tomado pelo Reino Unido para que não fosse usado pela Alemanha ou seus aliados. Foi finalizado e renomeado HMS Erin, sendo comissionado na frota em agosto. Era armado com dez canhões de 343 milímetros, tinha um deslocamento carregado de mais de 25 mil toneladas e alcançava uma velocidade máxima de 21 nós.
As principais atividades do Erin durante a guerra consistiram em patrulhas e treinamentos de rotina no Mar do Norte. Ele mesmo assim participou da  Batalha da Jutlândia no final de maio de 1916, porém teve poucas chances de enfrentar o inimigo e foi o único couraçado britânico a não ter disparado suas armas principais. Também envolveu-se em uma pequena e inconclusiva ação em agosto do mesmo ano. O Erin foi considerado obsoleto depois do fim da guerra em 1918 e foi colocado na reserva em outubro do ano seguinte, atuando como a capitânia da frota da reserva pelo decorrer de 1920. Foi descomissionado da Marinha Real em maio de 1922 e enviado para desmontagem no ano seguinte.

## Características
O Erin tinha 170,54 metros de comprimento de fora a fora, uma boca de 27,9 metros e um calado de 8,7 metros. Seu deslocamento normal era de 23 150 toneladas e o deslocamento carregado de 25 660 toneladas. Seu sistema de propulsão tinha quinze caldeiras Babcock & Wilcox que alimentavam duas turbinas a vapor Parsons, cada uma girando duas hélices. A potência indicada era de 26 930 cavalos-vapor (19,8 mil quilowatts) para uma velocidade máxima de 21 nós (39 quilômetros por hora). Podia carregar carvão e óleo combustível suficientes para uma autonomia de 5,3 mil milhas náuticas (9,8 mil quilômetros) a dez nós (dezenove quilômetros por hora). Esta autonomia era inferior a outros couraçados britânicos contemporâneos, mas ainda assim adequada para operações no Mar do Norte. Sua tripulação consistia em 976 oficiais e marinheiros em 1914, mas no ano seguinte cresceu para 1 064.
O armamento principal do Erin era composto por dez canhões BL Marco VI calibre 45 de 343 milímetros montados em cinco torres de artilharia duplas, duas sobrepostas à vante e duas sobrepostas à ré da superestrutura, enquanto a quinta ficava à meia-nau. O armamento secundário consistia em dezesseis canhões BL Marco XVI calibre 50 de 152 milímetros montados em casamatas e seis canhões Hotchkiss de 57 milímetros. Também foi equipado com quatro tubos de torpedo submersos de 533 milímetros, dois em cada lateral. O cinturão principal de blindagem tinha uma espessura máxima de 305 milímetros sobre as partes vitais, enquanto a espessura do convés variava entre 25 a 76 milímetros. As torres de artilharia tinham laterais de 279 milímetros, ficando em cima de barbetas de 229 a 254 milímetros.

### Modificações
Quatro dos canhões de 57 milímetros foram removidos entre 1915 e 1916, com uma arma antiaérea de 76 milímetros sendo instalada na superestrutura de ré. Um diretório de controle de disparo para a bateria principal foi instalado no mastro entre maio e dezembro de 1916. Dois diretórios para os canhões de 152 milímetros foram colocados nos pés do mastro entre 1916 e 1917, enquanto outro canhão antiaéreo de 76 milímetros foi colocado na superestrutura de ré. Um telêmetro de ângulo elevado foi equipado em 1918 junto com plataformas de lançamento de hidroaviões nos tetos da segunda e terceira torres de artilharia.

## História

### Construção e tomada

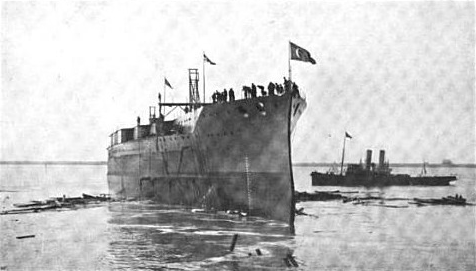
O Reşadiye logo depois do seu lançamento em 3 de setembro de 1913

O Reşadiye foi encomendado pelo Império Otomano em 8 de junho de 1911, nomeado em homenagem ao sultão Maomé V Raxade. Seu batimento de quilha ocorreu em 6 de dezembro de 1911 nos estaleiros da Vickers em Barrow-in-Furness, no Reino Unido, com o número de construção 425. Suas obras foram suspensas em 1912 durante as Guerras dos Balcãs, mas retomadas em maio de 1913. Foi lançado ao mar em 3 de setembro. Os britânicos adiaram a entrega do Reşadiye em 21 de julho devido ao assassinato do arquiduque Francisco Fernando, mesmo com os últimos pagamentos tendo sido feitos e uma delegação otomana chegado em solo britânico para assumir o controle do navio e do couraçado Sultan Osman-ı Evvel. Winston Churchill, o Primeiro Lorde do Almirantado, ordenou em 29 de julho que a Marinha Real Britânica segurasse os navios e impedisse que os otomanos subissem a bordo. Dois dias depois, soldados formalmente tomaram o Reşadiye, que foi renomeado para HMS Erin, um nome dativo da Irlanda. Churchill tomou essas decisões por conta própria a fim de aumentar a superioridade da Marinha Real em relação à Marinha Imperial Alemã, além de impedir que a embarcação fosse adquirida pela Alemanha ou algum de seus aliados.
O tomada dos dois couraçados criou uma animosidade considerável no Império Otomano, onde assinaturas públicas tinham parcialmente financiado os navios. O governo tinha estado em um impasse sobre o orçamento para couraçados, com doações para a Marinha Otomana vindo de tavernas, cafés, escolas e mercados. A tomada do Reşadiye e Sultan Osman-ı Evvel, mais o recebimento da Alemanha do cruzador de batalha Yavuz Sultan Selim, influenciou a opinião pública contra o Reino Unido. Apesar de não existir evidências que a tomada dos navios tenha influenciado diretamente o governo otomano a entrar na Primeira Guerra Mundial do lado alemão, o historiador David Fromkin especulou que os otomanos tinham prometido transferir o Sultan Osman-ı Evvel aos alemães em troca de uma aliança defensiva secreta. Independentemente, o governo tinha a intenção de permanecer neutro até a desastrosa invasão russa da Prússia Oriental em setembro ter convencido İsmail Enver e Ahmed Djemal, respectivamente Ministros da Guerra e da Marinha, de que era um bom momento para explorar as fraquezas russas. Consequentemente, os dois autorizaram o vice-almirante Wilhelm Souchon, o comandante alemão da Marinha Otomana, a atacar forças russas no Mar Negro, o que foi feito em 29 de outubro, forçando o Império Otomano a entrar na guerra ao lado da Alemanha.

### Primeira Guerra Mundial

#### Primeiros anos
O capitão Victor Stanley foi nomeado o primeiro oficial comandante do Erin. Juntou-se à Grande Frota em Scapa Flow em 5 de setembro e foi designado para a 4ª Esquadra de Batalha. Deixou Loch Ewe na Escócia no dia 17 junto com os outros navios da frota para treinamentos de artilharia ao oeste das Órcades. Seguiu-se depois uma busca infrutífera por embarcações alemães no Mar do Norte prejudicada pelo clima ruim. A Grande Frota voltou para Scapa Flow em 24 de setembro para reabastecer, partindo no dia seguinte para mais treinamentos de artilharia. Ela partiu em surtida no início de outubro com o objetivo de dar cobertura distante para um grande comboio de tropas canadenses vindo de Halifax, na Nova Escócia, retornando para Scapa Flow em 12 de outubro. Relatos de submarinos alemães próximos de Scapa Flow levaram o almirante John Jellicoe, o comandante da Grande Frota, a concluir que as defesas no local eram inadequadas, assim ordenou no dia 16 que a maior parte de seus navios se dispersassem para Lough Swilly, na Irlanda. A Grande Frota voltou ao mar em 3 de novembro para mais exercícios de artilharia e batalha, com a 4ª Esquadra de Batalha voltando para Scapa Flow seis dias depois. Houve mais uma surtida fracassada para o Mar do Norte em 22 de novembro, com o Erin permanecendo com a parte principal da frota em apoio à 1ª Esquadra de Cruzadores de Batalha. Os navios voltaram para Scapa Flow no dia 27. A Grande Frota fez uma surtida em 16 de dezembro em resposta a um ataque alemão contra as cidades de Scarborough, Hartlepool e Whitby, mas não conseguiram interceptar a Frota de Alto-Mar. Outra varredura pelo Mar do Norte ocorreu entre 25 e 27 de dezembro.

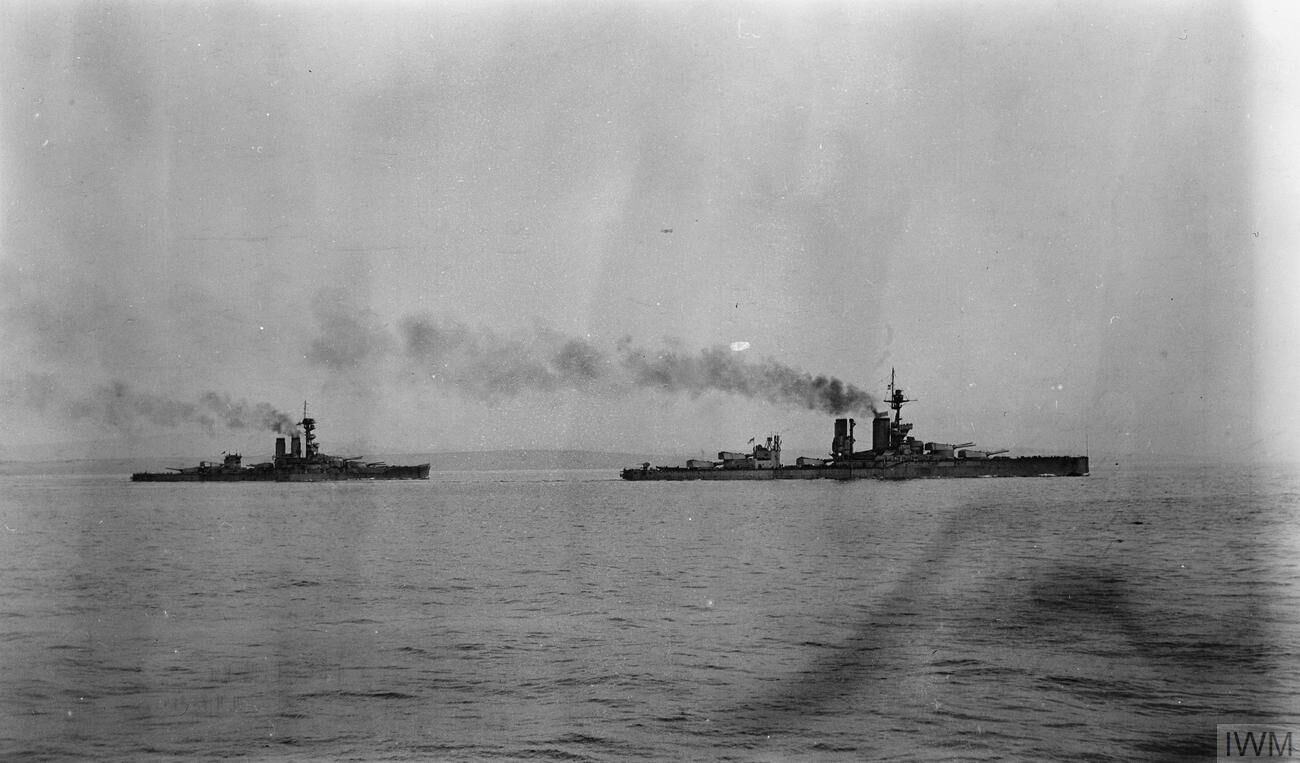
O Erin e o realizando treinamentos de artilharia

A Grande Frota realizou exercícios de artilharia de 10 a 13 de janeiro de 1915 ao oeste das Órcades e Shetland. A maioria dos navios partiu na tarde de 23 de janeiro para dar apoio à 1ª Esquadra de Cruzadores de Batalha, mas estava muito distante para participar no dia seguinte da Batalha de Dogger Bank. A frota fez uma varredura do Mar do Norte entre 7 e 10 de março, durante a qual realizou manobras de treinamento. Outra varredura ocorreu de 16 a 19 de março. Patrulhas pelo Mar do Norte ocorreram de 11 a 14 de abril e depois dos dias 17 ao 19, seguidas por treinamentos de artilharia próximos das Shetland entre 20 e 21 de abril. Mais varreduras pelo Mar do Norte foram realizadas de 17 a 19 e de 29 a 31 de maio, novamente sem encontrar navios alemães. Treinamentos de artilharia ocorreram entre 11 e 14 de junho e treinamentos de combate em 11 de julho. Houve outra patrulha pelo Mar do Norte de 2 a 5 de setembro com a realização de treinamentos de artilharia. A Grande Frota passou o restante do mês fazendo treinamentos, com uma varredura ocorrendo entre 13 e 15 de outubro. O Erin participou de outra operação de treinamento ao oeste das Órcardes de 2 até 5 de novembro. Ele foi transferido para a 2ª Esquadra de Batalha em algum momento entre setembro e dezembro.
A frota partiu em 26 de fevereiro de 1916 para uma patrulha do Mar do Norte. Jellicoe tinha intenção de usar suas forças rápidas em uma varredura da Angra da Heligolândia, mas o clima ruim impediu as operações no sul do Mar do Norte. Outra varredura começou em 6 de março, mas foi abandonada no dia seguinte pois o clima ficou muito ruim para os contratorpedeiros. A Grande Frota deixou Scapa Flow na noite de 25 de março para dar suporte aos cruzadores de batalha enquanto atacavam uma base de zepelins alemães em Tondern. As forças rápidas dos dois lados já tinham encerrado seu confronto quando a Grande Frota se aproximou da área no dia seguinte, com os britânicos retornando para casa. Os britânicos realizaram em 21 de abril uma demonstração próxima do Recife de Horns com o objetivo de distrair os alemães enquanto a Marinha Imperial Russa estabelecia campos minados no Mar Báltico. A Grande Frota reabasteceu e logo partiu rumo sul em resposta a relatos de que os alemães estavam prestes a atacar Lowestoft, porém não conseguiram chegar em tempo. A Grande Frota fez outra demonstração entre 2 e 4 de maio a fim de manter a atenção alemã no Mar do Norte.

#### Jutlândia

Movimentos britânicos (azul) e alemães (vermelho) na Batalha da Jutlândia

A Frota de Alto-Mar tinha a intenção de atrair e destruir uma parte da Grande Frota, assim partiu na manhã de 31 de maio com uma força composta por dezesseis dreadnoughts, seis pré-dreadnoughts e navios de apoio. A Frota de Alto-Mar partiu em coordenação com sua força de cinco cruzadores de batalha. Os criptoanalistas britânicos interceptaram e decodificaram as transmissões de rádio alemãs dos planos dessa operação. O Almirantado Britânico ordenou que a Grande Frota partisse de noite a fim de interceptar a destruir a Frota de Alto-Mar. A força britânica tinha 28 dreadnoughts, nove cruzadores de batalha mais navios menores.
As duas forças se encontraram mais tarde no mesmo dia e se enfrentaram na resultante Batalha da Jutlândia. A força de cruzadores de batalha britânicos foi capaz de atrair os alemães em uma perseguição que os levou diretamente aos couraçados da Grande Frota. Jellicoe colocou seus navios em uma linha de batalha, com o Erin ficando como o quarto a partir da vanguarda. As manobras alemãs após avistarem a Grande Frota foram geralmente para longe dos navios da vanguarda, com a visibilidade ruim prejudicando sua capacidade de se aproximar dos inimigos antes que estes cessassem fogo no meio da escuridão da noite. Oportunidades para disparar foram escassas para os navios da vanguarda britânica, assim o Erin disparou apenas seis projéteis de 152 milímetros. Ele foi o único couraçado britânico que não disparou seus canhões principais uma única vez durante toda a batalha.

#### Outras ações

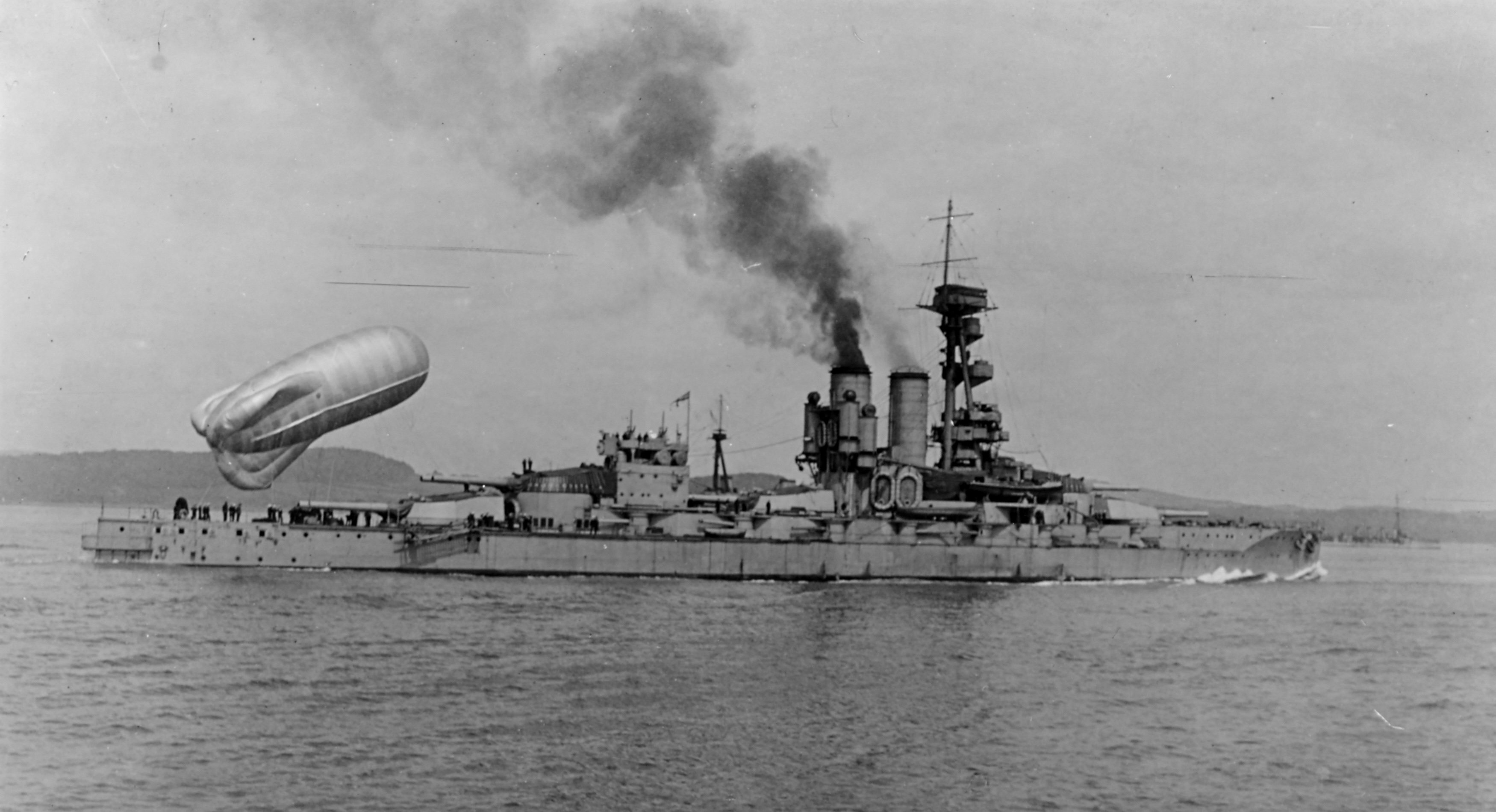
O Erin em 1918 com um balão de observação atracado na popa

A Grande Frota fez outra surtida em 18 de agosto para tentar emboscar a Frota de Alto-Mar, porém erros e falhas de comunicação impediu que os britânicos interceptassem os alemães antes deles retornarem para casa. Dois cruzadores rápidos foram afundados por submarinos durante a operação, fazendo Jellicoe decidir não arriscar seus navios muito ao sul pela grande ameaça de submarinos e minas navais. O Almirantado concordou e estipulou que a Grande Frota só sairia em surtida caso a Frota de Alto-Mar estivesse tentando invadir o Reino Unido ou que poderia ser forçada a entrar em uma batalha com clara superioridade britânica. Stanley foi promovido a contra-almirante em 26 de abril de 1917, sendo substituído como oficial comandante do Erin pelo capitão Walter Ellerton.
A Frota de Alto-Mar fez uma surtida em abril de 1918 contra comboios britânicos para a Noruega. Silêncio no rádio foi empregado, impedindo os criptoanalistas britânicos de avisarem o novo comandante da Grande Frota, o almirante David Beatty. Eles só foram descobrir sobre a operação depois de um acidente a bordo do cruzador de batalha SMS Moltke ter forçado o navio a quebrar o silêncio para informar o comandante alemão sobre sua condição. Beatty ordenou que a Grande Frota partisse para interceptá-los, mas não conseguiu alcançar os alemães antes deles terem voltado para casa. A guerra terminou em novembro de 1918 e o Erin permaneceu como parte da 2ª Esquadra de Batalha até 1º de março de 1919.

### Pós-guerra
O capitão Herbert Richmond assumiu o comando do navio em 1º de janeiro de 1919. O Erin foi designado em 1º de maio para a 3º Esquadra de Batalha da Frota Doméstica. Foi colocado na reserva em outubro, com Richmond sendo substituído pelo capitão Percival Hall-Thompson em 1º de dezembro do mesmo ano. Foi para Nore em janeiro de 1920 e se transformou em um navio-escola no mês seguinte. Se tornou em junho a capitânia do contra-almirante Vivian Bernard, comandante da Frota de Reserva. Passou por reformas no Estaleiro Real de Devonport entre julho e agosto. A Marinha Real originalmente tinha a intenção de manter o Erin em seu inventário na mesma função de navio navio-escola sob os termos do Tratado Naval de Washington de 1922, mas os planos mudaram e o couraçado HMS Thunderer foi escolhido para ser mantido em seu lugar, assim o Erin foi listado em maio de 1922 para descarte. Foi vendido para a Cox & Danks em 19 de dezembro e desmontado em Queenborough no ano seguinte.